# 一乘寺
一乘寺（日语：／），又名法華山一乘寺，是位於日本兵庫縣加西市的天台宗寺院。山號是法華山，本尊是聖觀音菩薩。是西國三十三所的第26所寺廟（第26番札所）。
一乘寺最初是在650年應孝德天皇的詔令而建立的，自創建以來，一乘寺建築群曾經歷了數次破壞和重建，現在的大部分建築可以追溯到16-17世紀重建的結構。以其平安時代（1171年）建立的三重塔而聞名，三重塔採用日本建築風格，是日本最古老的三重塔之一，被指定為日本國寶。寺廟群中的其他重要建築包括建於1628年的本堂，由姬路城主本多忠政命令建造，以及其他三個較小的建築：妙見堂、弁天堂及五靈堂，現被指定為重要文化財產。

## 沿革
一乘寺據說是在650年，由印度教士法道在孝德天皇天皇的指示下創建的。據《玄鏡書》記載，法堂曾在印度生活，曾乘紫雲經中國和百濟飛到日本，於649年訪問京都為生病的天皇祈禱。當天皇恢復健康後，法道贏得天皇的信任，天皇因而詔令，選定於兵庫縣東部建立幾座佛教寺廟，包括一乘寺以及位於御嶽山的清水寺。據信，一乘寺最初建於笠松山腳下，不過平安時代晚期的1171年，即寺院的三重塔建成時，一乘寺已經遷移至現在的位置。
1523年，由於戰國時代引發的內戰，除了佛塔外的寺廟群被燒毀。播磨國的大名赤松義助在 1562 年重建了一乘寺。然而該建築群在1628年再次被大火燒毀，僅有三重塔倖存下來。
同年，姬路城主本多忠政重建了本堂、鐘樓於次年完工。自20世紀開始，文化廳開始關注一乘寺建築的歷史和藝術價值。並在明治時期（1901年）將一乘寺的三重塔指定為重要文化財。大正時期（1913年），正殿後面的三棟建築被指定重要文化財。
1952年，根據文化財產保護法，三重塔提升為國寶地位。1321年設立的五輪塔則於1953年被指定為重要文化財產，本堂於1983年指定重要文化財。

## 建築

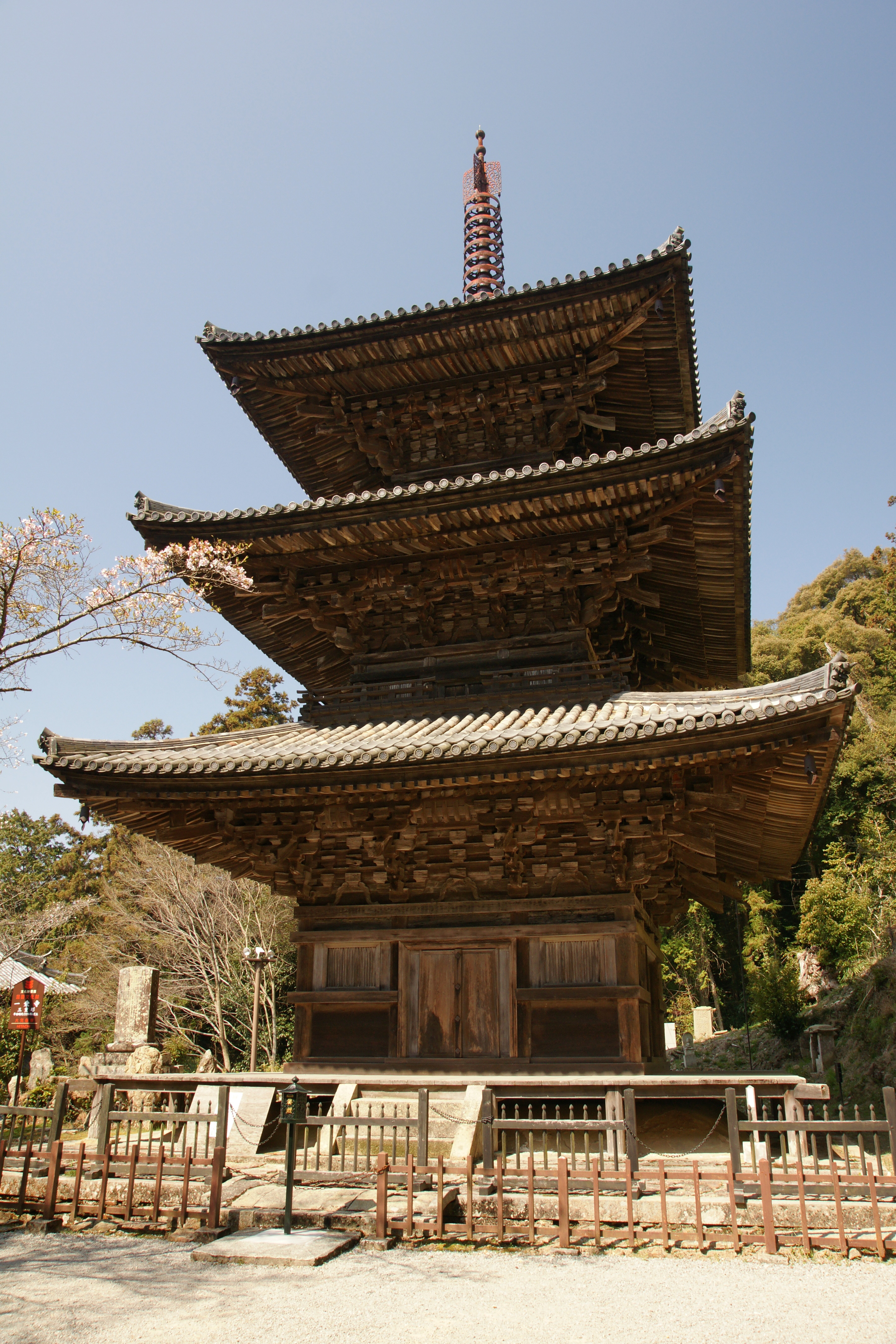
三重塔（正面）

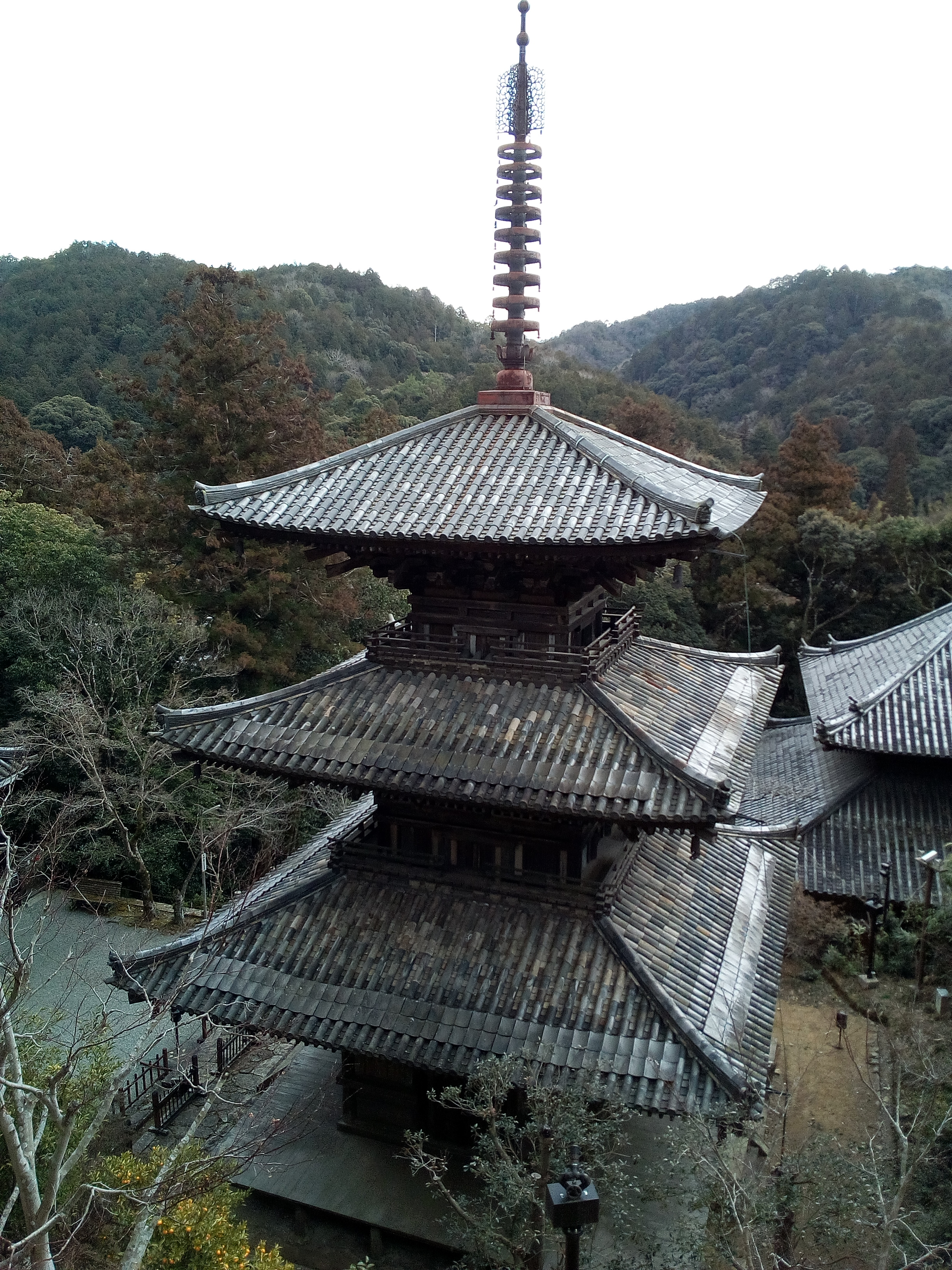
三重塔（從本堂看）

### 三重塔
一乘寺最古老和最重要的建築是三重塔。原來的寶塔已在源平合戰的衝突中被摧毀，隨著軍事統治階級的崛起，皇室對於一乘寺的贊助已經結束，因此三重塔則是在使用流浪的官人、僧侶收集的捐款後重建。於平安時代晚期的1171年完成。
三重塔採用和樣風格設計，以區分同時期的禅宗樣建築及大佛樣建築。其結構為為3x3間，並設有本瓦葺屋頂，該結構是以平坦的寬凹瓦和覆蓋前者接縫的半圓柱形凸瓦所組成。

目前塔內有一根直立於三樓的中柱，象徵著佛教宇宙觀中的宇宙中心須彌山。三樓頂部的尖頂則延續中柱的結構。

### 本堂

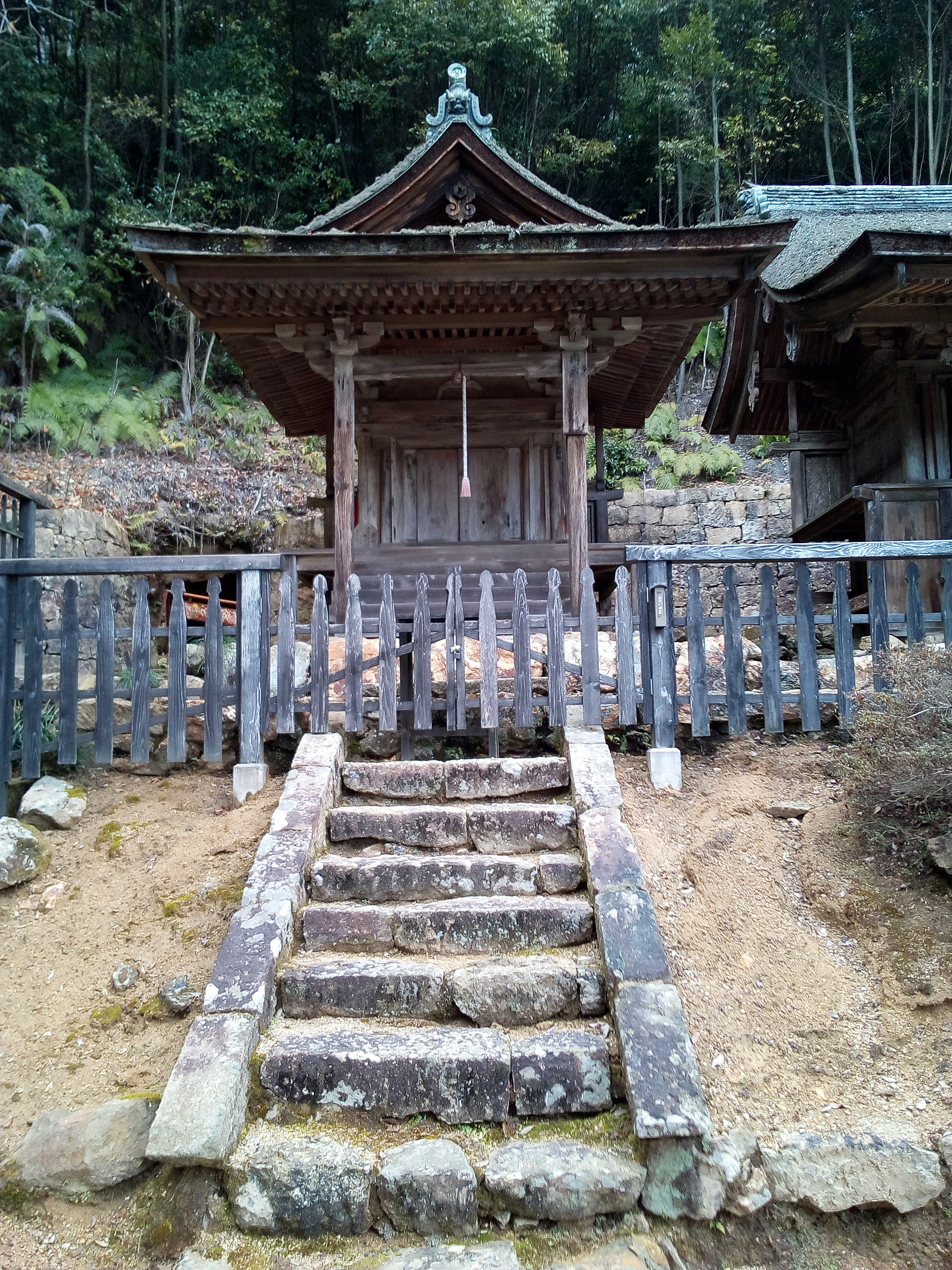
弁天堂

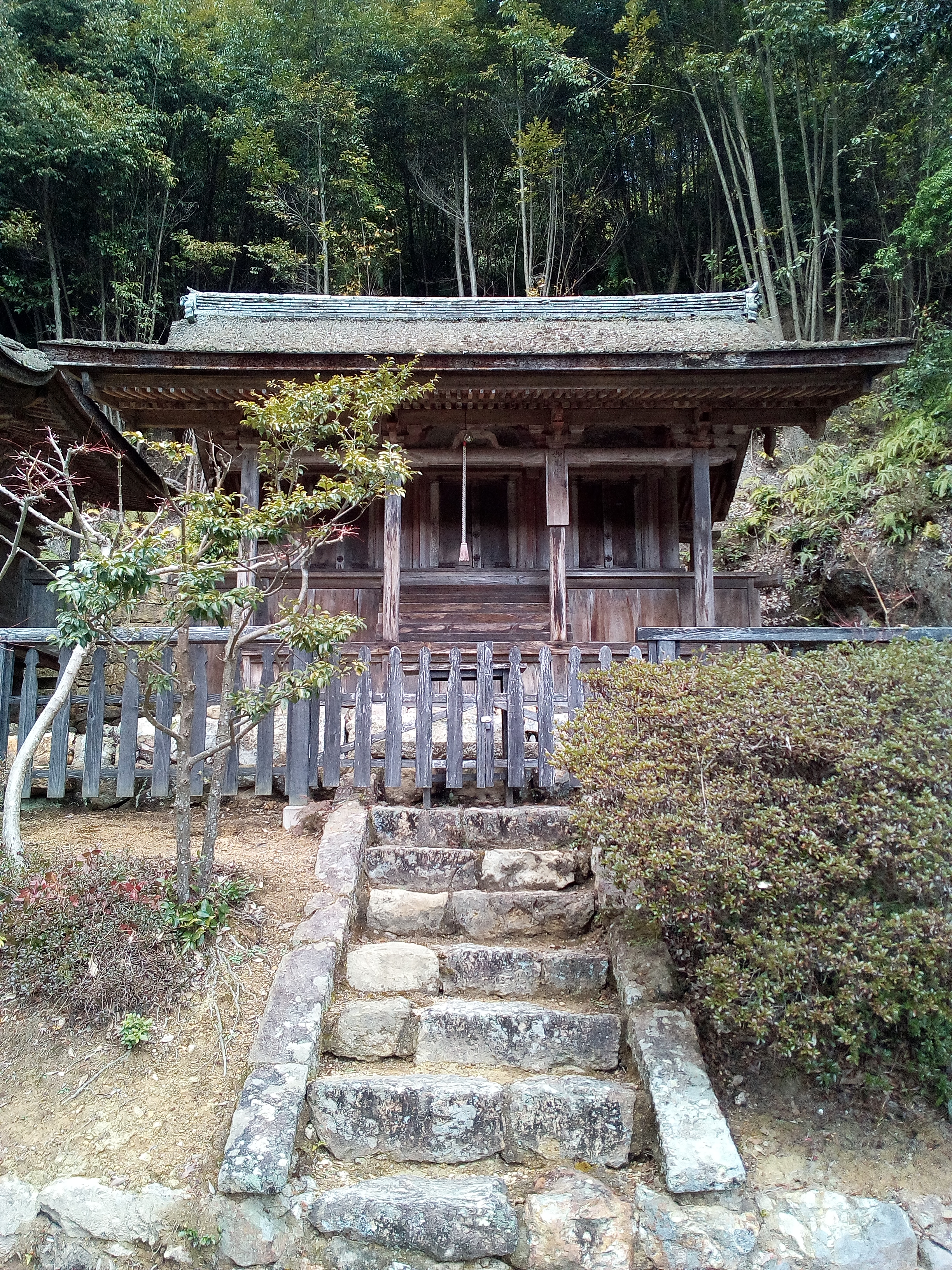
妙見堂

本堂又名金堂。原建築於 1523 年和 1628 年被大火燒毀。現在的正殿於1628年奉本多忠政的命令重建。用於建造的松木和柏木，則是從九州地區和四國地區運來的。
本堂是一座9x8間的單層建築，採用歇山頂和懸垂式風格，與三重塔一樣採用有本瓦葺屋頂，是江戶時代早期寺廟正殿建築的典型例子。目前也是關西觀音朝聖中最大的正殿。
1998年，一場颱風損壞了這座建築。在隨後的調查中，發現建築物受到白蟻造成的損壞，導致主結構及梁木結構面臨倒塌的風險。因此在1999年至2007年間，本堂曾被仔細拆除，進行重建修復工程，在此次重建計劃時則盡可能多地使用原始材料。最終本堂則在2007年重新開放。

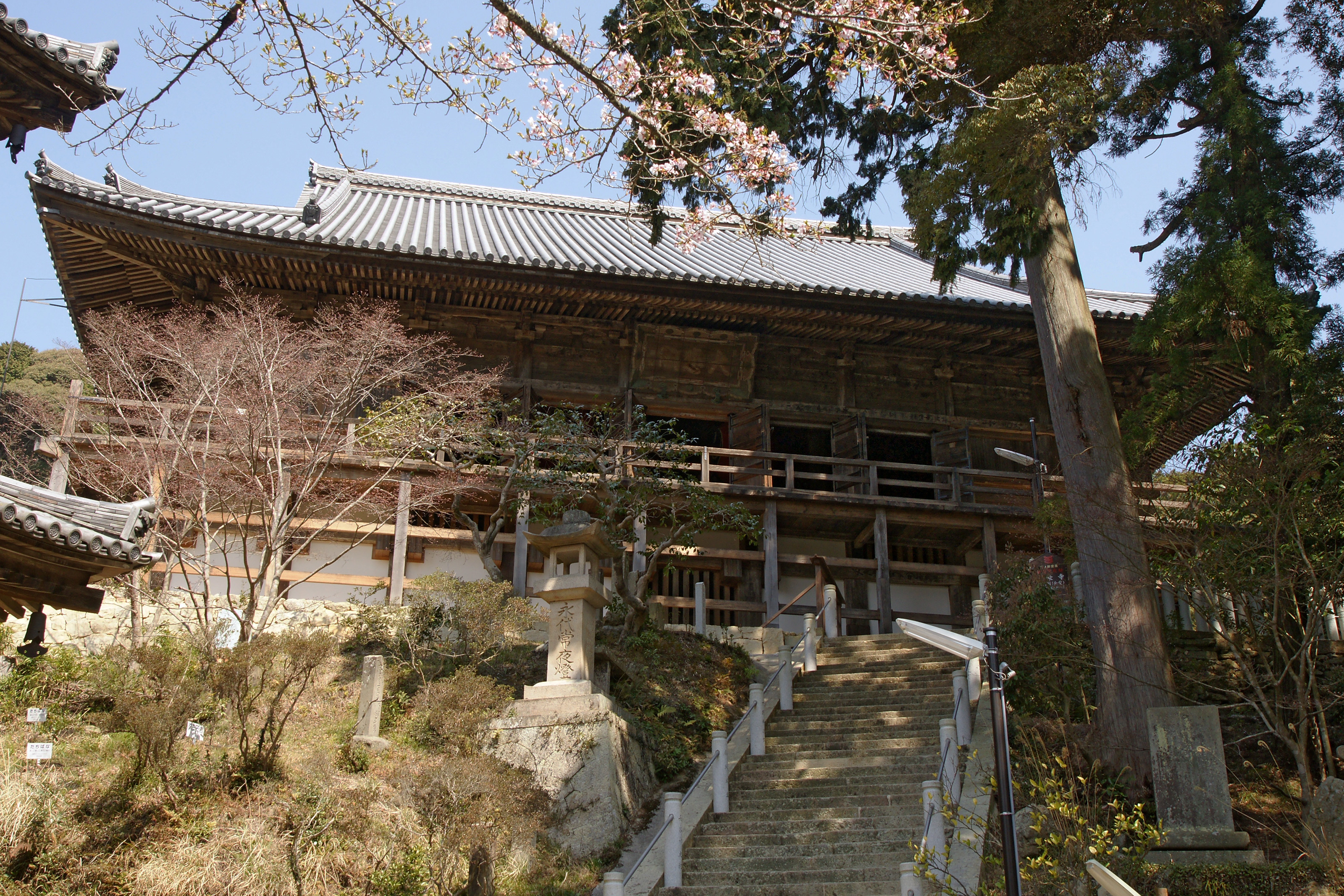
本堂（正面）
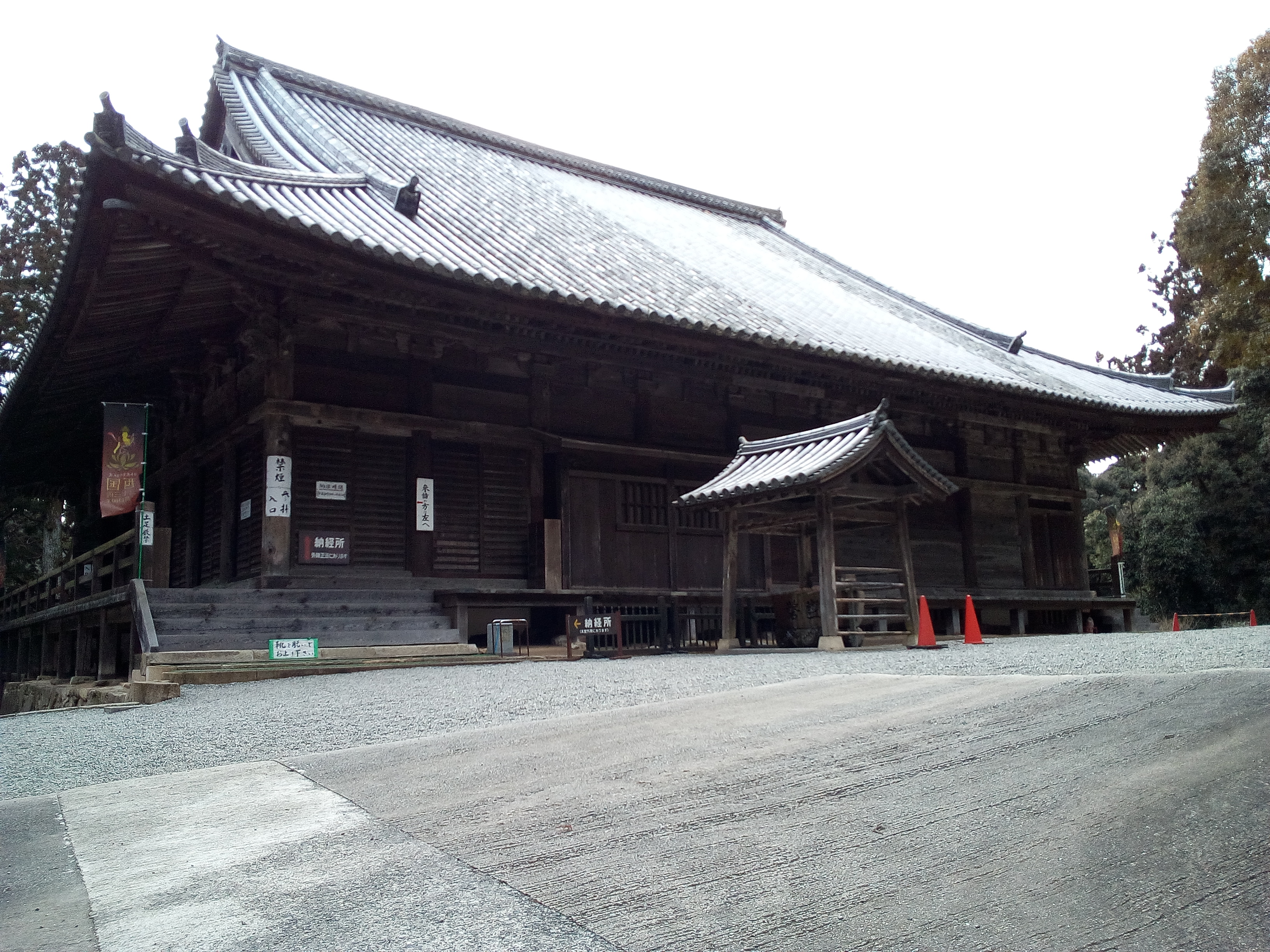
本堂（後面）
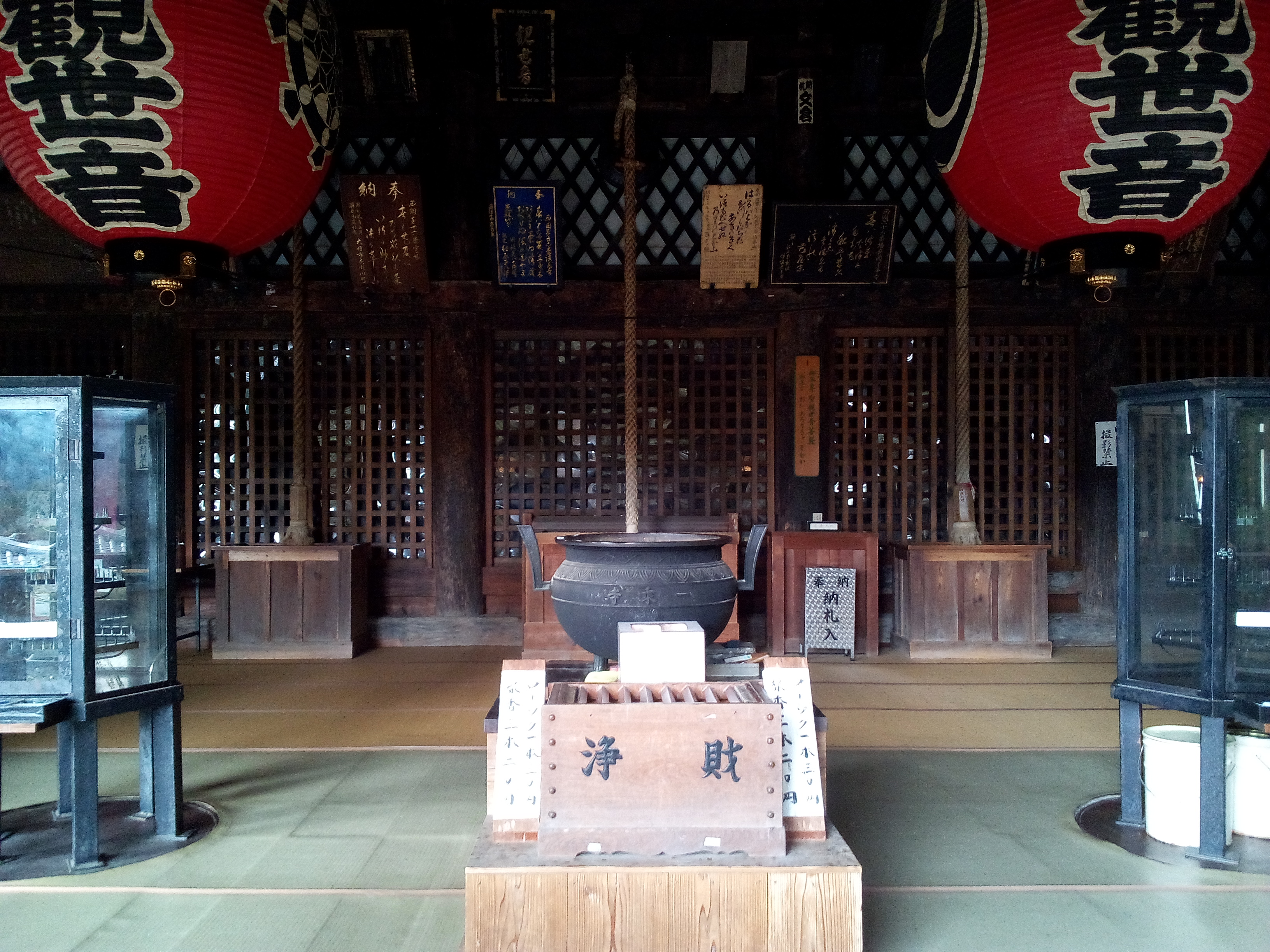
本堂內部
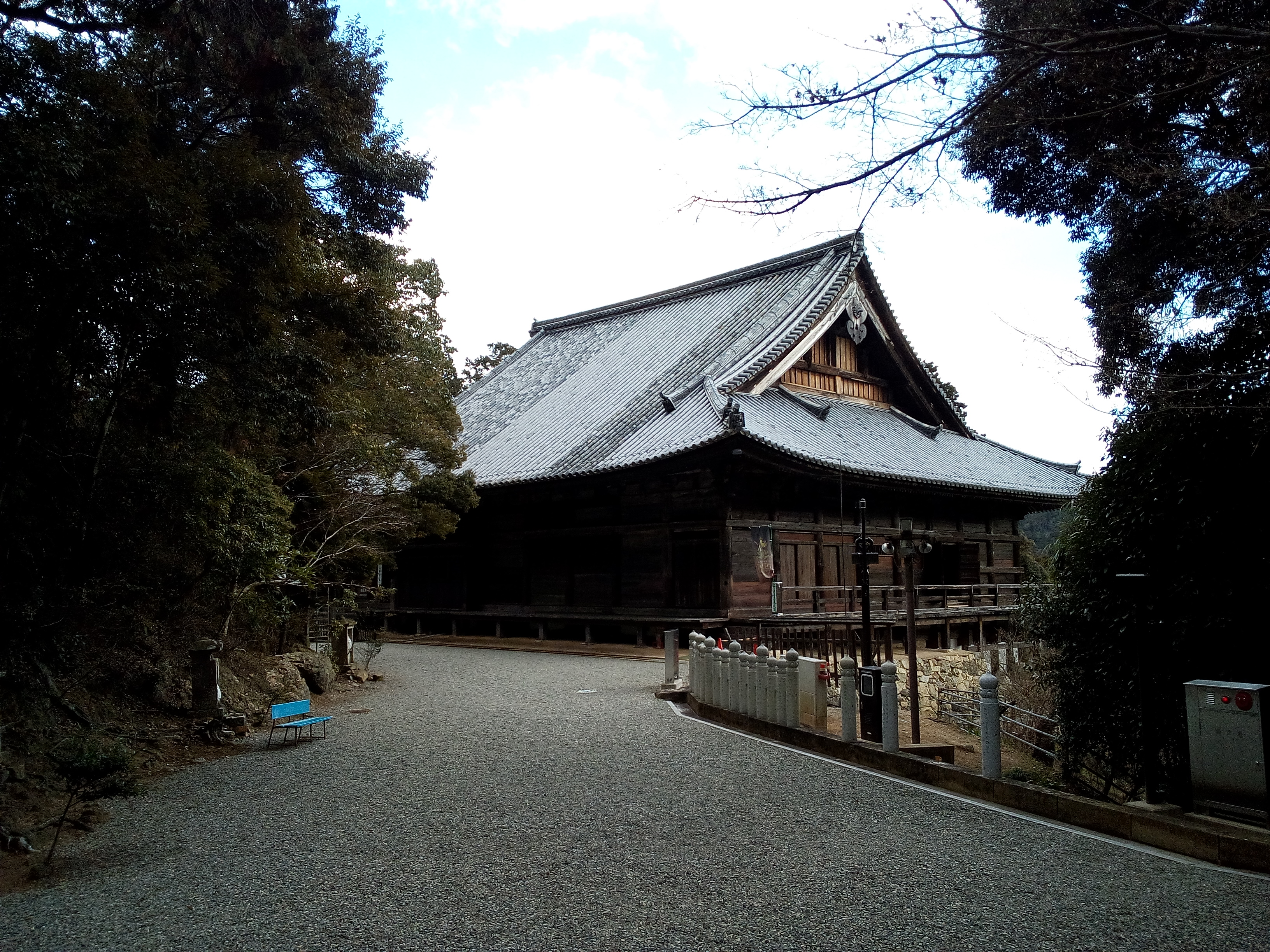
本堂側面

### 弁天堂和妙見堂
弁天堂是兩者附屬建築中較老、較小的建築物，位於本堂左側。其年代約為室町中期的1393-1466年所建。是供奉弁天或弁財天的寺廟，採用了春日造風格設計。
位於右側的妙見堂則建於室町後期約1467-1572年間。供奉著妙見菩薩。採用流造建築的三軒社風格。1913年4月，這兩座建築都被指定為重要文化財產。

### 其他建築物
- 御寶堂- 重要文化財產
- 五林堂- 重要文化財產
- 常行堂[7]。
- 開山堂
- 大志堂
- 鐘樓

## 外部連結
- 第二十六番 一乗寺 （页面存档备份，存于） 西国三十三所札所会
- 法華山一乗寺 かさい観光Navi （页面存档备份，存于） 加西市観光まちづくり協会
- Ichijō-ji at Sacred Japan （页面存档备份，存于）
- 法華山　一乗寺 　加西市観光案内 (Japanese)
- 法華山一乗寺  かさい観光Navi （页面存档备份，存于） (Japanese)

34°51′33″N 134°49′08″E / 34.8593°N 134.819°E